# Салітра Володимир Богданович
Володи́мир Богда́нович Салі́тра (24 липня 1989 — 11 липня 2019) — старший солдат Збройних сил України, учасник російсько-української війни.

## Життєпис
Народився 1989 року в селі Волиця (Жовківський район, Львівська область); закінчив волицьку школу. Після смерті батьків оформив опікунство над молодшим братом — аби його не забрали до інтернату.
Листопадом 2016-го вступив на військову службу за контрактом; старший солдат, заступник командира бойової машини — навідник-оператор 2-го відділення 3-го взводу 9-ї роти, 3-й батальйон 24-ї бригади.
11 липня 2019 року загинув перед опівніччю під час бойового чергування на спостережному посту біля села Тарамчук Мар'їнського району. Володимир першим помітив підозрілий рух у напрямі позицій та отримав дозвіл на відкриття вогню — щоб унеможливити проникнення диверсантів. У цей момент ворожий снайпер, що імовірно прикривав дії ДРГ, здійснив постріл зі снайперської гвинтівки калібру 12,7 мм в бійницю, де перебував боєць.
15 липня 2019-го відбулося прощання з Володимиром жителів сіл Лавриків та Нова Кам'янка, та на площі Вічевій у Жовкві. Похований у селі Волиця; автівку з тілом Володимира стрічали із прапорами, стоячи на колінах.
Без Володимира лишились сестра і брат.

## Нагороди та вшанування
- Указом Президента України № 804/2019 від 5 листопада 2019 року за «особисту мужність і самовідданість, виявлені під час бойових дій, зразкове виконання військового обов'язку» нагороджений орденом «За мужність» III ступеня (посмертно)[5].
- 18 жовтня 2019 року на будівлі волицької ЗОШ відкрито пам'ятну дошку честі Володимира Салітри.